# Epiechinus rappi
Epiechinus rappi är en skalbaggsart som beskrevs av Heinrich Bickhardt 1921. Epiechinus rappi ingår i släktet Epiechinus och familjen stumpbaggar. Inga underarter finns listade i Catalogue of Life.